# Emanuele Pirro

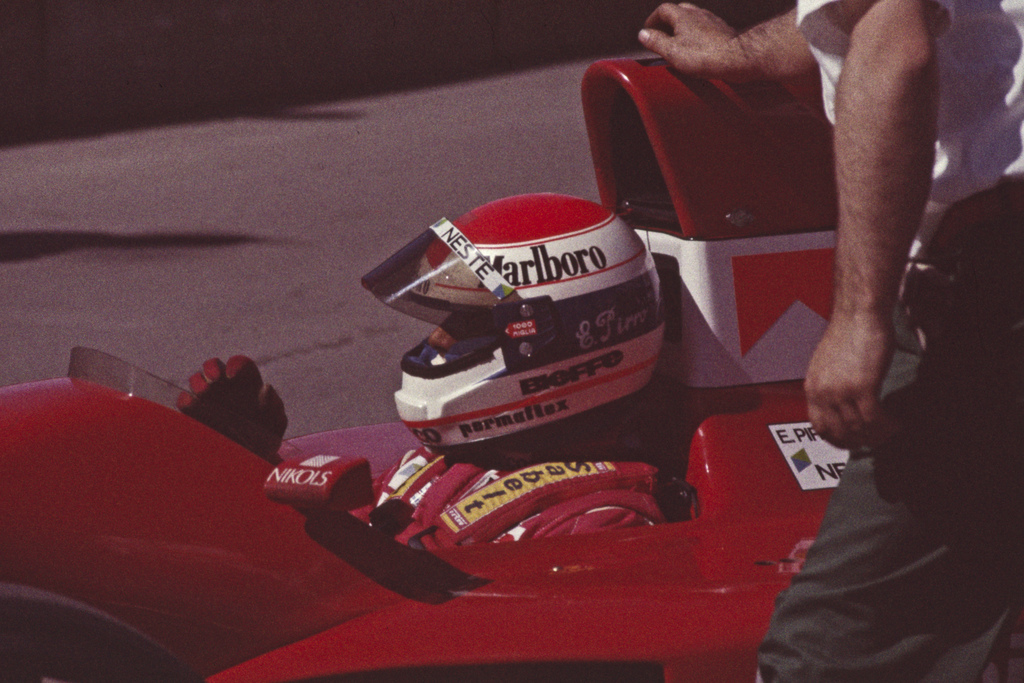
Emanuele Pirro podczas Grand Prix USA 1991

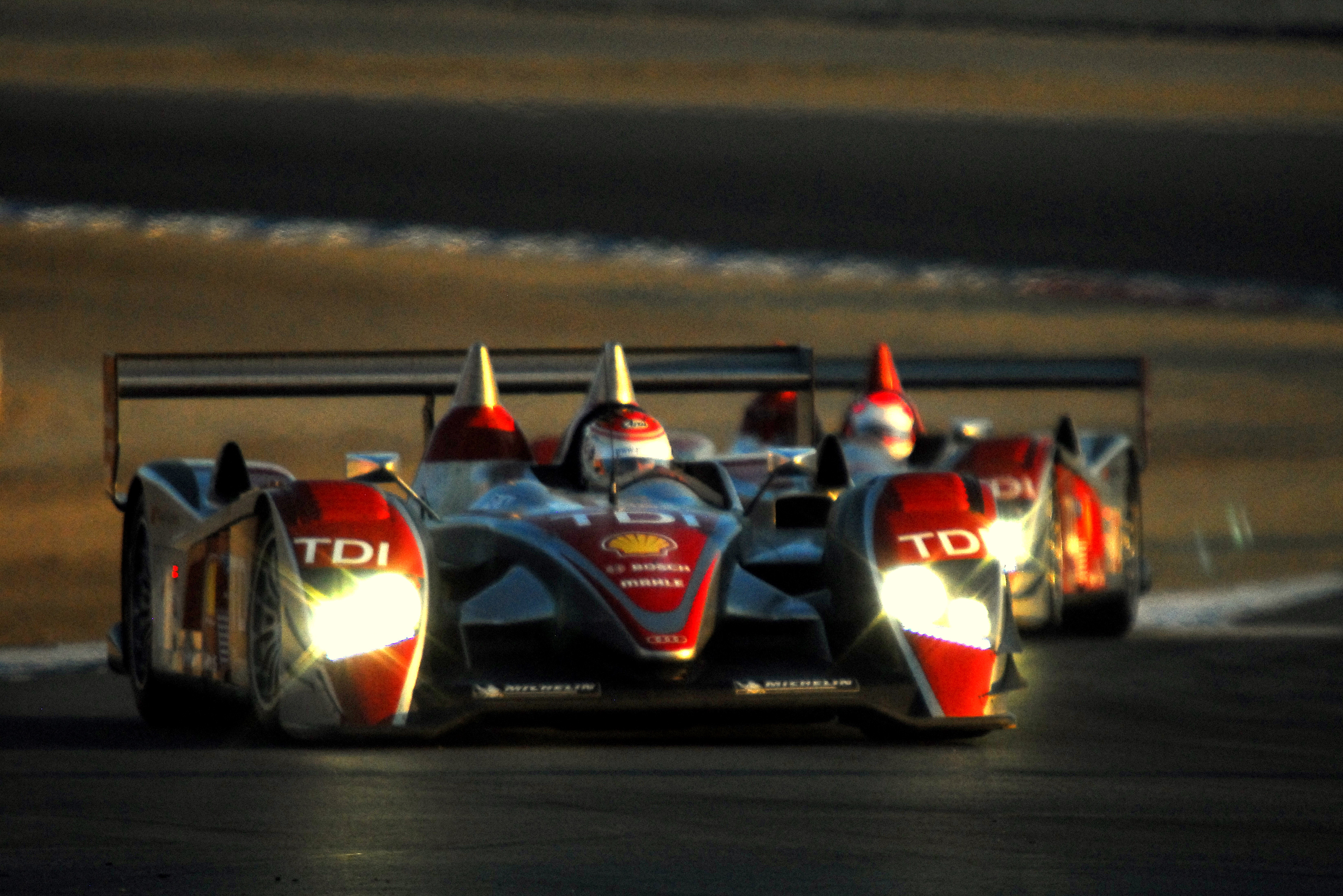
Emanuele Pirro w Audi R10 w 2008 roku

Emmanuele Pirro (ur. 12 stycznia 1962 roku w Rzymie) – włoski kierowca wyścigowy. Pięciokrotny zwycięzca 24h Le Mans.

## Kariera

### Wczesna
Włoch karierę rozpoczynał w wieku 11 lat, od kartingu. Jako osiemnastolatek rozpoczął starty w Formule Fiat Abarth, by następnie przechodzić kolejno do coraz wyższych rangą serii.

### Formuła 1
W Formule 1 zadebiutował w połowie sezonu 1989, podczas GP Francji, zastępując w ekipie Benetton Brytyjczyka, Johnny'ego Herberta. Wcześniej pełnił rolę kierowcy testowego w zespole McLaren. Wystartował wówczas w dziesięciu wyścigach, jednakże tylko raz udało mu się zająć punktowane (piąte) miejsce, podczas ostatniego wyścigu o GP Australii. Dwa punkty pozwoliły mu na zajęcie 23. pozycji w klasyfikacji generalnej. W roku 1990 ponownie dostał szansę udziału w wyścigach Grand Prix, tym razem jednak od włoskiego zespołu Scuderia Italia, w zastępstwie swojego rodaka, Gabriele Tarquini. Słaby i awaryjny bolid pozwolił na ukończenie zaledwie trzech rund, na najlepszym uzyskując 10 lokatę. Jednakże dzięki lepszej postawie od Andrei de Cesarisa, został zakontraktowany na kolejny sezon. Pomimo jednego punktu zdobytego podczas GP Monako (najlepsza w karierze 18. lokata w klasyfikacji ogólnej), forma Pirro nie była jednak najlepsza. W całym sezonie prezentował się słabiej od partnera z zespołu, JJ Lehto, a dodatkowo, nie zdołał zakwalifikować się do trzech wyścigów. Po tym sezonie nie znalazł już dla siebie miejsca w F1.

### Le Mans
Poza karierą w Formule 1, Emanuele z sukcesami startował w 24-godzinnym wyścigu Le Mans, gdzie osiągnął łącznie pięć zwycięstw, w najwyższej klasie LMP1 w latach 2000-2002 oraz 2006-2007.

### Touring Car
Włoch angażował się również w wyścigi samochodów turystycznych, głównie we Włoskie Mistrzostwa – Campionato Italiano Superturismo. Jego największymi sukcesami w tego typu pojazdach, są tytuły mistrzowskie w tej serii w latach 1994-1995 oraz zwycięstwa w Grand Prix Makau w latach 1991-1992.

## Starty w karierze
| Sezon | Seria                              | Zespół                          | Starty | PP | Zwyc. | Punkty | Pozycja |
| ----- | ---------------------------------- | ------------------------------- | ------ | -- | ----- | ------ | ------- |
| 1985  | Formuła 3000                       | Onyx Grand Prix                 | 11     | 1  | 2     | 38     | 3.      |
| 1986  | Formuła 3000                       | Onyx Grand Prix                 | 11     | 3  | 2     | 33     | 2.      |
| 1987  | World Touring Car Championship     | Schnitzer Motorsport            | 11     | 1  | 1     | 244    | 4.      |
| 1988  | All-Japan F3000                    | Middle-Bridge Team Le Mans      | 8      | 0  | 0     | 25     | 3.      |
| 1989  | Formuła 1                          | Benetton Formula                | 10     | 0  | 0     | 2      | 23.     |
| 1989  | All-Japan F3000                    | Italya Nikkei Team Le Mans      | 4      | 0  | 1     | 11     | 6.      |
| 1990  | Formuła 1                          | BMS Scuderia Italia             | 14     | 0  | 0     | 0      | -       |
| 1990  | Campionato Italiano Superturismo   | BMW Italia Schnitzer M Team     | 10     | 1  | 4     | 140    | 2.      |
| 1990  | Deutsche Tourenwagen Meisterschaft | BMW M Team Schnitzer            | 4      | 0  | 1     | 36     | 15.     |
| 1991  | Formuła 1                          | Scuderia Italia                 | 13     | 0  | 0     | 1      | 18.     |
| 1991  | Campionato Italiano Superturismo   | BMW Italia CiBiEmme Engineering | 11     | 3  | 2     | 138    | 3.      |